# 塔鑾

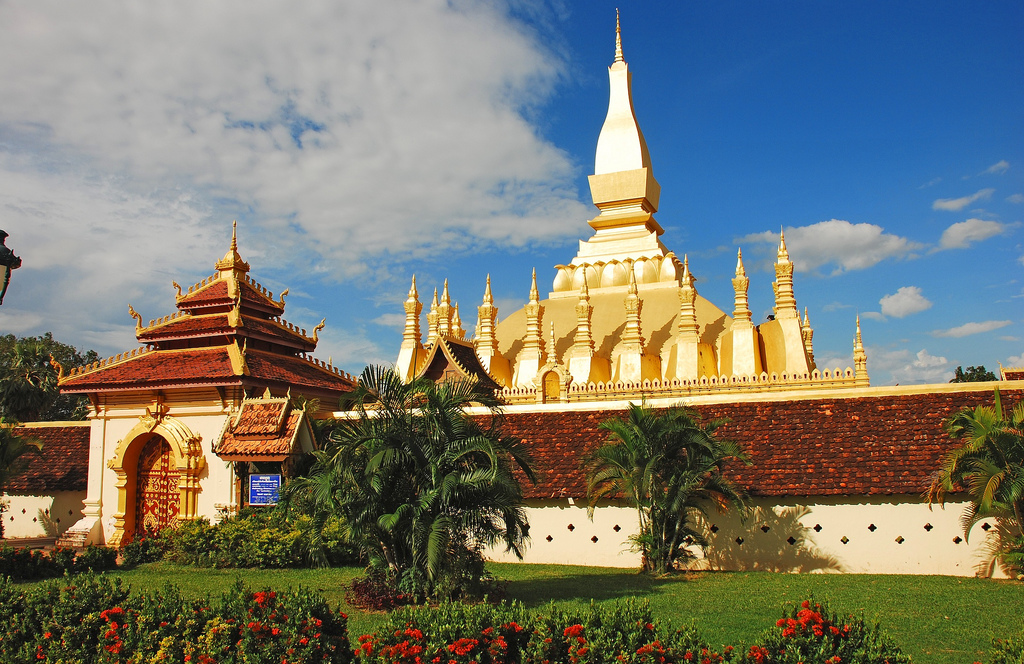
塔鑾

塔鑾（寮語： Pha That Luang，意为“大塔”），是位于寮國永珍的舍利塔，外貼金箔，被视为寮國的國家象徵。
塔銮位于万象以北5公里的瓦塔銮寺北面，由一座主塔和30座卫星塔组成。为3层塔基，底层四面建有4座膜拜亭，第二层建有30座小塔，第三层为主塔。主塔的下部三层为方形，上部为圆形。塔尖为锥形。

## 歷史
塔鑾建立在公元前三世纪，用來供養阿育王使團帶來的佛骨舍利。在十三世纪高棉帝國崩溃後重建。
16世纪瀾滄國王塞塔提臘遷都万象，再度重建塔銮。該佛塔基地長69米，高45米，由30個小佛塔包圍。然而，佛塔曾多次遭緬甸、暹羅的掠奪。
塔鑾在1828年被暹邏徹底破壞，1930年代重建，後毀壞於第二次泰法戰爭；二戰後再次重建，成今日的樣貌。塔鑾也成為寮人文化象徵。
寮國人民對塔鑾非常尊敬，國徽中的圖騰就是這座建築。

塔鑾全景